# 180도 사우스
《180도 사우스》(180 Degrees South: Conquerors of the Useless)는 미국에서 제작된 크리스 맬로이 감독의 2010년 다큐멘터리, 드라마 영화이다. 이본 쉬나르 등이 주연으로 출연하였고 에멧 말로이 등이 제작에 참여하였다.
이 영화의 부제는 리오넬 테라이의 등산 자서전 Les Conquérants de l'inutile(1961)에서 가져온 것이다.

## 출연

### 주연
- 이본 쉬나르

## 기타
- 협력프로듀서: 팀 휠러